# Kamienica Tomaszowskiej Fabryki Sztucznego Jedwabiu w Łodzi
Kamienica Tomaszowskiej Fabryki Sztucznego Jedwabiu – kamienica znajdująca się przy ulicy Piotrkowskiej 203/205 w Łodzi.

## Historia
W 1870 roku właścicielem parceli pod numerem 203 był August Kerpert, a w latach 80. XIX w., również parceli pod numerem 205. Wówczas, na obu działkach stały dwa parterowe, drewniane domy. Podwórze posesji posłużyło Kerpertowi do umieszczenia na niej parowej farbiarni, apretury i drukarni wyrobów bawełnianych. W 1893 roku jego zakład zatrudniał 30, a w 1897 roku 46 robotników. Nieruchomości pozostawały we własności rodziny Kerpert do 1901 roku. Na początku XX w. przeszły one w ręce Alfreda i Bruno Gehliga, a w latach 20. XX w. Juliusza Aschera i Szmula Gerschona.
Stojąca do dzisiaj kamienica powstała w latach 1937–1938 na zamówienie Tomaszowskiej Fabryki Sztucznego Jedwabiu. Autorami projektu architektonicznego byli Ignacy Gutman i Ludwik Oli.

## Architektura

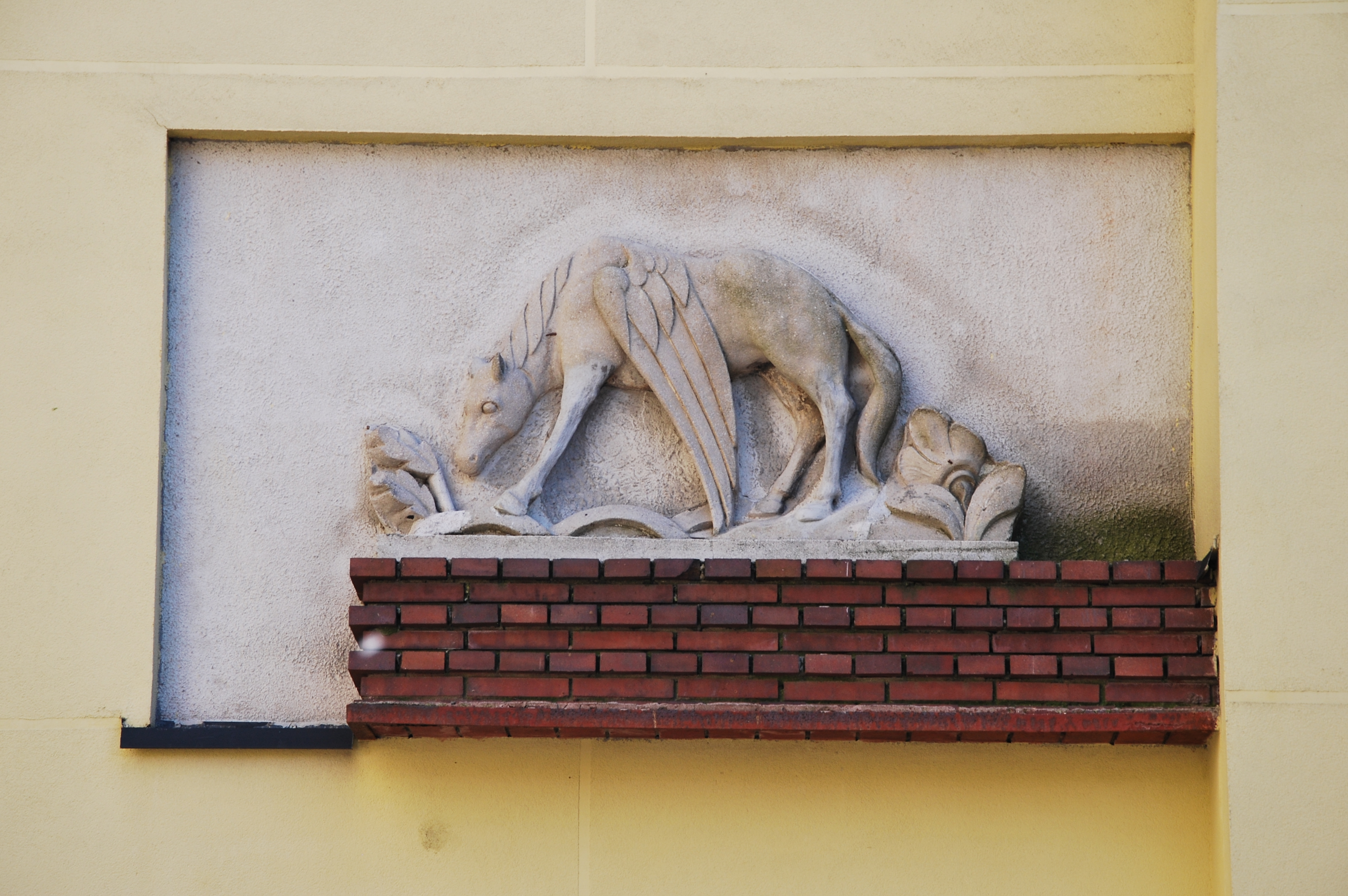
Rzeźba pegaza na tylnej elewacji

Budynek jest przykładem „luksusowej” kamienicy, które powstawały w latach 30 XX w. w centrum miasta. Charakteryzuje się większą skalą i szeroką fasadą, co jest spowodowane jej położeniem na dwóch działkach.
Wyróżnia się tutaj symetryczność budynku, co wyraźnie widać poprzez umiejscowienie dwóch szerokich, płaskich wykuszy o wertykalnym ukształtowaniu za pomocą lizen oraz szeroką bramą wjazdową w centralnej części, która to została oblicowana czarnym polerowanym granitem. Natomiast na fasadzie gmachu znalazły się ciosy piaskowca o charakterystycznej różowej tonacji.
Na podwórzu kamienicy znajduje się dawny, rozbudowany od momentu powstania, budynek magazynowo-biurowy, w którym aktualnie działa kino Charlie.
Na tylnej elewacji można zobaczyć rzeźbę pegaza. Jest to dość nietypowy element, który kontrastuje z modernistycznym stylem kamienicy. Nie są jednak znane dokładniejsze okoliczności powstania oryginalnego motywu.